# 新生児黄疸
新生児黄疸（しんせいじおうだん）は新生児にみられる黄疸。症候の一つ。

## 解説
胎生期の胎児は成人と比較して赤血球数が1.5〜2倍程度多い。これは胎盤での酸素交換が肺より効率が良くないため、胎児は成人と比較するとわずかながら酸素不足に陥る。これを補うため赤血球を増やし、必要な酸素量を確保している。新生児のことを「赤ちゃん」と呼ぶのは、赤血球数が多いため皮膚が赤く見えるためである。出生後、肺が使えるようになると赤血球過多となり、余分な赤血球は脾臓で破壊される。この破壊された赤血球中の赤い色素ヘモグロビンが、黄色い色素のビリルビンとなり、皮膚が黄色く見えるようになる。これが新生児黄疸である。新生児黄疸自体は生理的な現象ではあるが、時として血中ビリルビン濃度が過多となると大脳基底核などに沈着し悪影響を及ぼすことがある。

## 疫学
日本人では 98%、白人では 60%に新生児黄疸が発生し、男子に多く低体重児ほど強く表れやすい。

## 病態
本症は高ビリルビン血症のため起こる。
ビリルビンには間接ビリルビンと直接ビリルビンの2つがある。
生後24〜48時間に現れる早期黄疸は何らかの疾病による物である。
ビリルビンは赤血球が破壊されることによって産生される。
胎児期は胎盤を経由して母体が間接ビリルビンを代謝するので、胎児期には黄疸に至らない。
肝臓が成熟していくまでの経過で、ビリルビンの代謝が不十分であるため、生理的黄疸に至る。
多血症や母乳分泌不足による脱水、胎便排泄遅延（腸肝循環によるビリルビンの再吸収）なども黄疸を助長する。

### 早発黄疸
出生後24時間以内に発症する黄疸（早発黄疸）では、ビリルビンの産生が亢進する病態を疑う。
具体的には、ABO式血液型不適合などの溶血性疾患の存在を念頭において対応する必要がある。

### 遷延性黄疸
遷延性黄疸では、ビリルビンの代謝・排泄の障害を疑う。
母乳性黄疸（肝臓における間接ビリルビンの代謝が不十分な状態が続く）が最も多い。
白色便や直接ビリルビン高値を伴うときは、胆道閉鎖症や新生児肝炎などの胆汁鬱滞をきたす病態を疑う。

### 早産児ビリルビン脳症（早産児核黄疸）
ビリルビン脳症は、アンバウンドビリルビン（UB）の神経毒性に由来する。
早産児は正期産児と比べてビリルビン脳症を発症しやすい。
早産児ビリルビン脳症（核黄疸）は、アテトーゼ型脳性麻痺・auditory neuropathy 型聴覚障害・動眼神経麻痺による上方注視障害などの神経症状を呈する。

## 分類
新生児黄疸の分け方には、黄疸が見られる時期による分け方と、黄疸の病態による分け方がある。

### 時期による分類
新生児黄疸は時期によって早発黄疸、生理的黄疸、遷延性黄疸、の3つに分けられる。
早発黄疸は生後48時間以内に見られる黄疸、生理的黄疸は生後2日〜2週間程度に見られる黄疸、遷延性黄疸は生後2週間以上に見られる黄疸である。

### 病態による分類
また病態によって高間接ビリルビン血症、高直接ビリルビン血症、の2つに分けられる。

## 原因
疾病が原因とならない黄疸は、
生理的黄疸（physiologic jaundice、最も一般的）
はほとんどの新生児に生じる。新生児の消化管（腸内細菌叢）と肝機能が未熟であることが原因で起こり、消化管と肝臓が成熟するとビリルビンの処理が早くなり、黄疸は速やかに消失する。一般に生後2〜4日目に現れ1〜2週間以内に消失する。
母乳哺育黄疸（breastfeeding jaundice）
出生から数日後、母乳を飲んでいる乳児の16%程度に生じ、十分に母乳を飲めていない新生児に生じる。多くの場合、母乳の分泌が十分ではないことが原因となっている。従って、新生児が母乳を飲み続け、乳の摂取量が増加すると自然に消失する。
母乳性黄疸（breast milk jaundice）
母乳を飲んでいる新生児の1〜2%に生じる。これは、母乳にビリルビンの排泄を遅くする物質が多く含まれているためにビリルビンの血中濃度が上昇することで起こる。5〜7日齢に現れ、約2週で最も強くなり、3〜12週間続くことがある。
赤血球の大量破壊（溶血）
1. 臍帯を速やかに結紮しないと、胎盤から血液が過剰に移行し移行した過剰な赤血球が破壊される。
2. 新生児の血液型が母親の血液型と適合していないRh式血液型不適合。
3. 遺伝性赤血球異常症（サラセミア）。
4. 出生時（出生過程）に損傷を負った新生児で、皮下出血（血腫）を生じたとき、大きい血腫の中で血液が破壊される。

何らかの疾病が原因となる黄疸は、
- 重度の感染症
- 甲状腺機能低下症
- 遺伝性肝疾患（デュビン・ジョンソン症候群、ローター症候群、クリグラー・ナジャール症候群、ジルベール症候群）
- 先天性胆道閉鎖症

などである。

## 症状
症状は黄疸である。重症な黄疸の新生児は核黄疸を発症し、脳障害の後遺症を残す。
警戒すべき症候。
1. 生後24時間以内に現れる黄疸
2. 生後3週間以上続く新生児黄疸
3. 嗜眠、哺乳不良、易刺激性、呼吸困難
4. 急速に悪化する黄疸
5. 発熱

## 治療

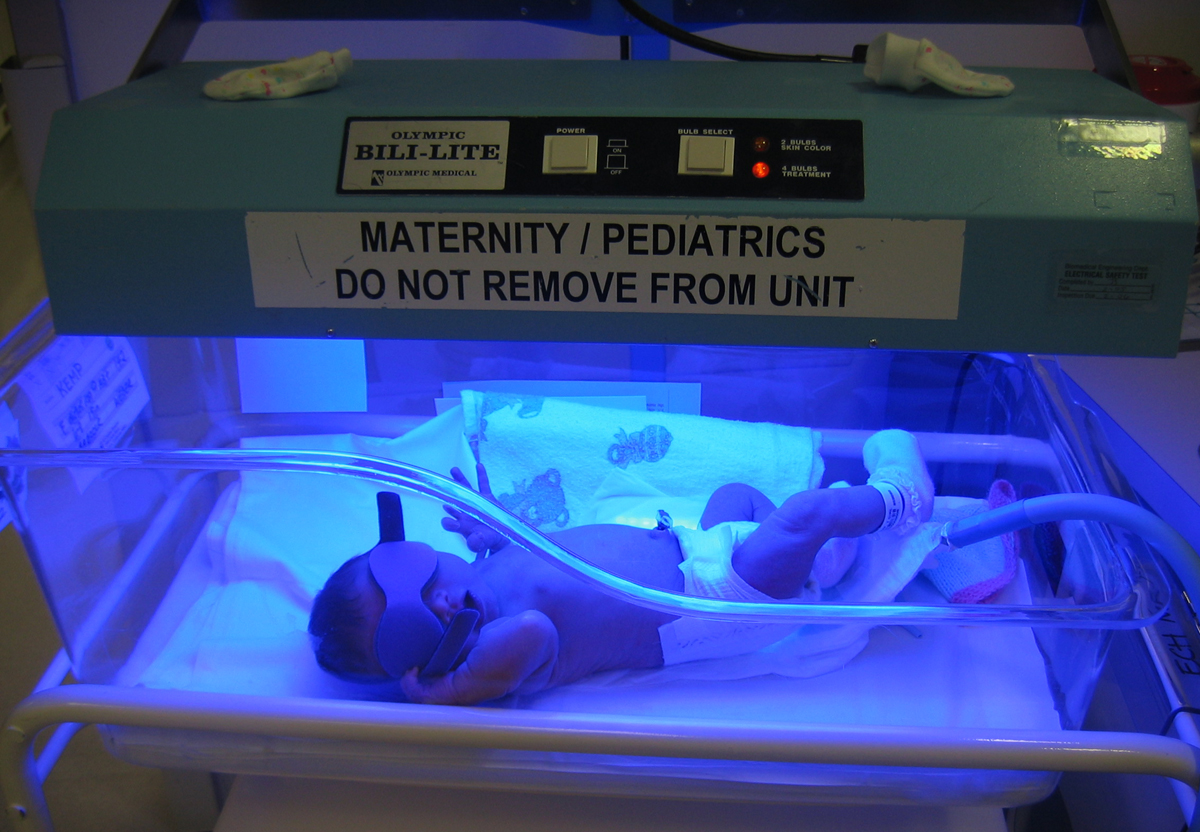
光線療法を受ける新生児

治療法として、光線療法、交換輸血、ガンマーグロブリン点滴療法がある。
疾病が原因とならない黄疸の治療は、
生理的黄疸治療は必要ない。1日8〜12回程度の授乳すると黄疸の予防や軽減につながる。水や砂糖水はビリルビン濃度の上昇を防ぐことができないだけで無く母乳や人工乳の摂取量が減少してしまう為、新生児には与えない。
母乳哺育黄疸授乳回数を1日8〜12回以上にすると黄疸が予防されるか軽減することがある。ビリルビン値の上昇が続く場合は、一時的に母乳に人工乳か搾乳した母乳を足すことも行う。
母乳性黄疸母乳による授乳を1〜2日間中止し、中止している期間は定期的に搾乳する。ビリルビン値が低下し始めたら、母乳授乳を再開する。核黄疸の発生リスクよりも母乳を与えることの有益性が勝るため、母乳授乳は継続する。
黄疸の程度（血中ビリルビン値）と原因とによって、下記のような治療法が選択される。
光線療法光線療法（こうせんりょうほう、光療法）は児に光線をあてて血中ビリルビンの光化学反応を促し、体外への排泄を促進する治療法。光源として、現在は主に450〜470nmをピーク波長とする青色LEDが用いられる。470〜620nmの波長のグリーンライトが使用されることもある。副作用として発疹など。
適応光線療法の開始基準は出生体重や日齢によって変わる。血清総ビリルビン値による光線療法開始基準として、国内では村田・井村の基準が広く用いられている。また、国内においては神戸大学の基準も広く用いられている。神戸大学の基準では、血清総ビリルビン値に加えてアンバウンド・ビリルビンの血中濃度も参考に、光線療法および交換輸血の適応を判断する。より適切な治療基準については、現在も検討中である。
交換輸血血中の抗体及び、抗体と結合した赤血球を交換することによって根治的に重症黄疸（新生児溶血性疾患＝母児間血液型不適合）を治療する。橈骨動脈に留置カテーテルを挿入しそこから瀉血して全血の2倍の交換血液を末梢静脈に注入し交換輸血を実施する。臍帯静脈を使用してオペルームで交換輸血を施行すると30分で済む。
ガンマーグロブリン大量療法この治療法は交換輸血と同程度の効果があり、交換輸血の頻度は大幅に減少している。この治療法は、ITP（特発性血小板減少性紫斑病）の治療にヒントを得て行われた。赤血球に抗原抗体反応で結合した抗体（IgG抗体）のFC部分が脾臓や肝臓の細胞にあるFCレセプターと結合して血管外溶血を起こす。それで、大量のガンマーグロブリン1g/kgを点滴静中する事で、このFCレセプターに前もって結合させて、抗体と結合した赤血球がFCレセプターに結合するのをブロックして溶血を防ぐ。

### 新生児黄疸の治療基準
2017年に発表された神戸大の基準では、総ビリルビン値（TB値）およびアンバウンド・ビリルビン値（UB値）を下記のように組み合わせて適切な対応を導き出す。
各セル内の値は、左から順に、Low モード光線療法 / High モード光線療法 / 交換輸血の適応基準値である。 
| 在胎週数または修正週数 | TB 値の基準 mg/dL | TB 値の基準 mg/dL | TB 値の基準 mg/dL | TB 値の基準 mg/dL | TB 値の基準 mg/dL | TB 値の基準 mg/dL | UB値の基準 μg/dL |
| 在胎週数または修正週数 | < 24hr            | < 48hr            | < 72hr            | < 96hr            | < 120hr           | 120hr -           | UB値の基準 μg/dL |
| ---------------------- | ----------------- | ----------------- | ----------------- | ----------------- | ----------------- | ----------------- | ---------------- |
| 22 - 25週              | 5/6/8             | 5/8/10            | 5/8/12            | 6/9/13            | 7/10/13           | 8/10/13           | 0.4/0.6/0.8      |
| 26 - 27週              | 5/6/8             | 5/9/10            | 6/10/12           | 8/11/14           | 9/12/15           | 10/12/15          | 0.4/0.6/0.8      |
| 28 - 29週              | 6/7/9             | 7/10/12           | 8/12/14           | 10/13/16          | 11/14/18          | 12/14/18          | 0.5/0.7/0.9      |
| 30 - 31週              | 7/8/10            | 8/12/14           | 10/14/16          | 12/15/18          | 13/16/20          | 14/16/20          | 0.6/0.8/1.0      |
| 32 - 34週              | 8/9/10            | 10/14/16          | 12/16/18          | 14/18/20          | 15/19/22          | 16/19/22          | 0.7/0.9/1.2      |
| 35週 -                 | 10/11/12          | 12/16/18          | 14/18/20          | 16/20/22          | 17/22/25          | 18/22/25          | 0.8/1.0/1.5      |

## 人類以外
ヒトだけで無くウマやブタ等の動物でも発症することがある。